# Montendry
Montendry est une commune française située dans le département de la Savoie, en région Auvergne-Rhône-Alpes.

## Géographie

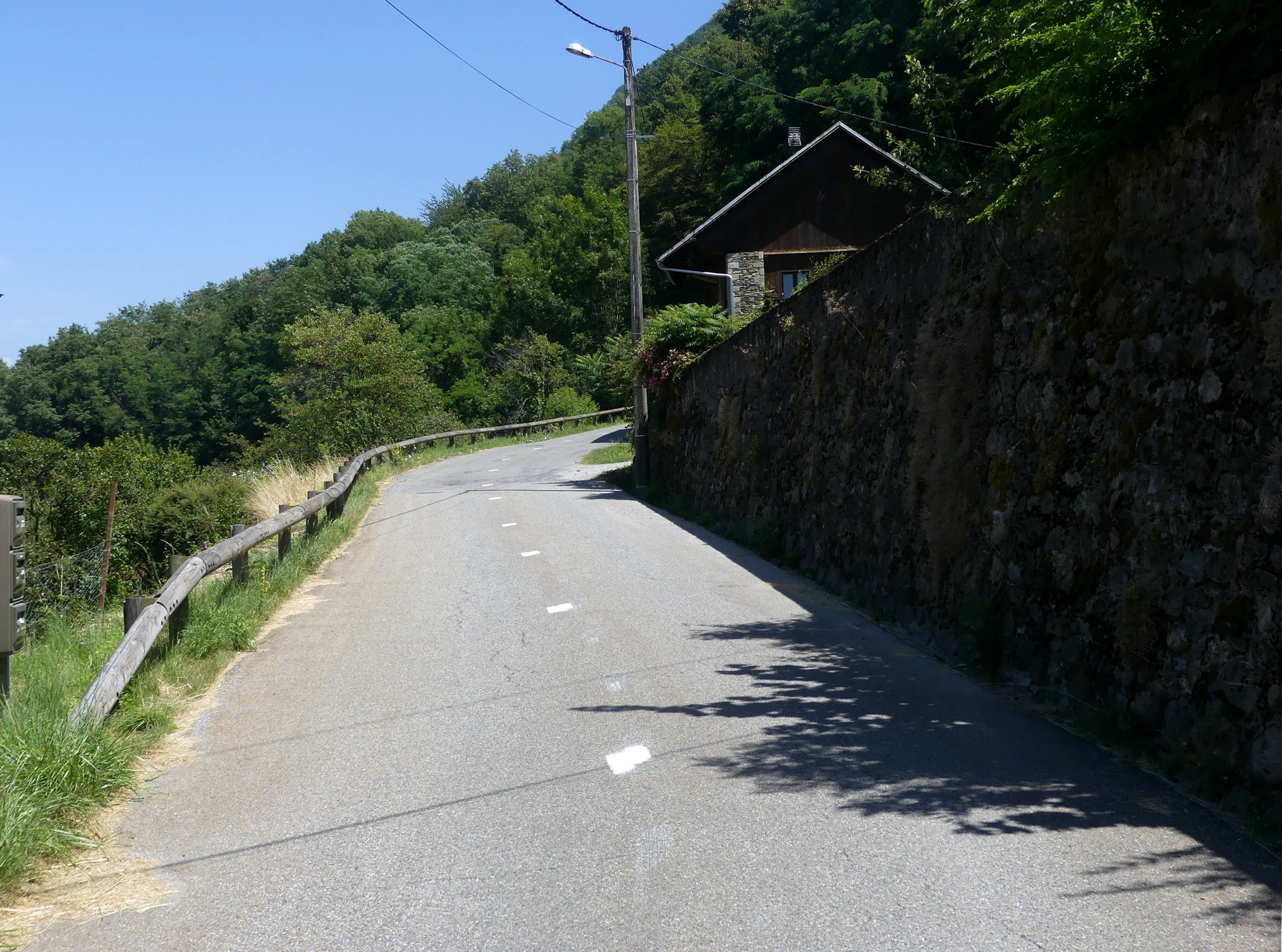
Départ de la Route de Montendry à Chamoux-sur-Gelon, unique route en lacets de 7 km menant à Montendry.

Montendry est une commune du Haut Gelon, directement située au-dessus de Chamoux-sur-Gelon. Sa surface est de 870 ha. Elle est située sur un adret secondaire exposé au sud. Il ne subsiste aujourd'hui que quelques clairières pastorales données à bail à une association foncière pastorale (AFP). Il n'y a plus d'agriculteur résidant sur la commune depuis plus de 10 ans. L'essentiel de la surface de la commune est désormais boisé.

### Climat
Pour des articles plus généraux, voir Climat d'Auvergne-Rhône-Alpes et Climat de la Savoie.
En 2010, le climat de la commune est de type climat de montagne, selon une étude du Centre national de la recherche scientifique s'appuyant sur une série de données couvrant la période 1971-2000. En 2020, Météo-France publie une typologie des climats de la France métropolitaine dans laquelle la commune est exposée à un climat de montagne ou de marges de montagne et est dans la région climatique Alpes du nord, caractérisée par une pluviométrie annuelle de 1 200 à 1 500 mm, irrégulièrement répartie en été.
Pour la période 1971-2000, la température annuelle moyenne est de 8,7 °C, avec une amplitude thermique annuelle de 16,9 °C. Le cumul annuel moyen de précipitations est de 1 374 mm, avec 10,4 jours de précipitations en janvier et 9,1 jours en juillet. Pour la période 1991-2020, la température moyenne annuelle observée sur la station météorologique de Météo-France la plus proche, « Saint-Alban des Hurtières », sur la commune de Saint-Alban-d'Hurtières à 5 km à vol d'oiseau, est de 11,0 °C et le cumul annuel moyen de précipitations est de 1 274,5 mm,. Pour l'avenir, les paramètres climatiques de la commune estimés pour 2050 selon différents scénarios d'émission de gaz à effet de serre sont consultables sur un site dédié publié par Météo-France en novembre 2022.

## Urbanisme

### Typologie
Au 1er janvier 2024, Montendry est catégorisée commune rurale à habitat très dispersé, selon la nouvelle grille communale de densité à sept niveaux définie par l'Insee en 2022.
Elle est située hors unité urbaine et hors attraction des villes,.

### Occupation des sols
L'occupation des sols de la commune, telle qu'elle ressort de la base de données européenne d’occupation biophysique des sols Corine Land Cover (CLC), est marquée par l'importance des forêts et milieux semi-naturels (96,9 % en 2018), une proportion identique à celle de 1990 (96,9 %). La répartition détaillée en 2018 est la suivante : 
forêts (96,9 %), prairies (3,1 %).
L'IGN met par ailleurs à disposition un outil en ligne permettant de comparer l’évolution dans le temps de l’occupation des sols de la commune (ou de territoires à des échelles différentes). Plusieurs époques sont accessibles sous forme de cartes ou photos aériennes : la carte de Cassini (XVIIIe siècle), la carte d'état-major (1820-1866) et la période actuelle (1950 à aujourd'hui).

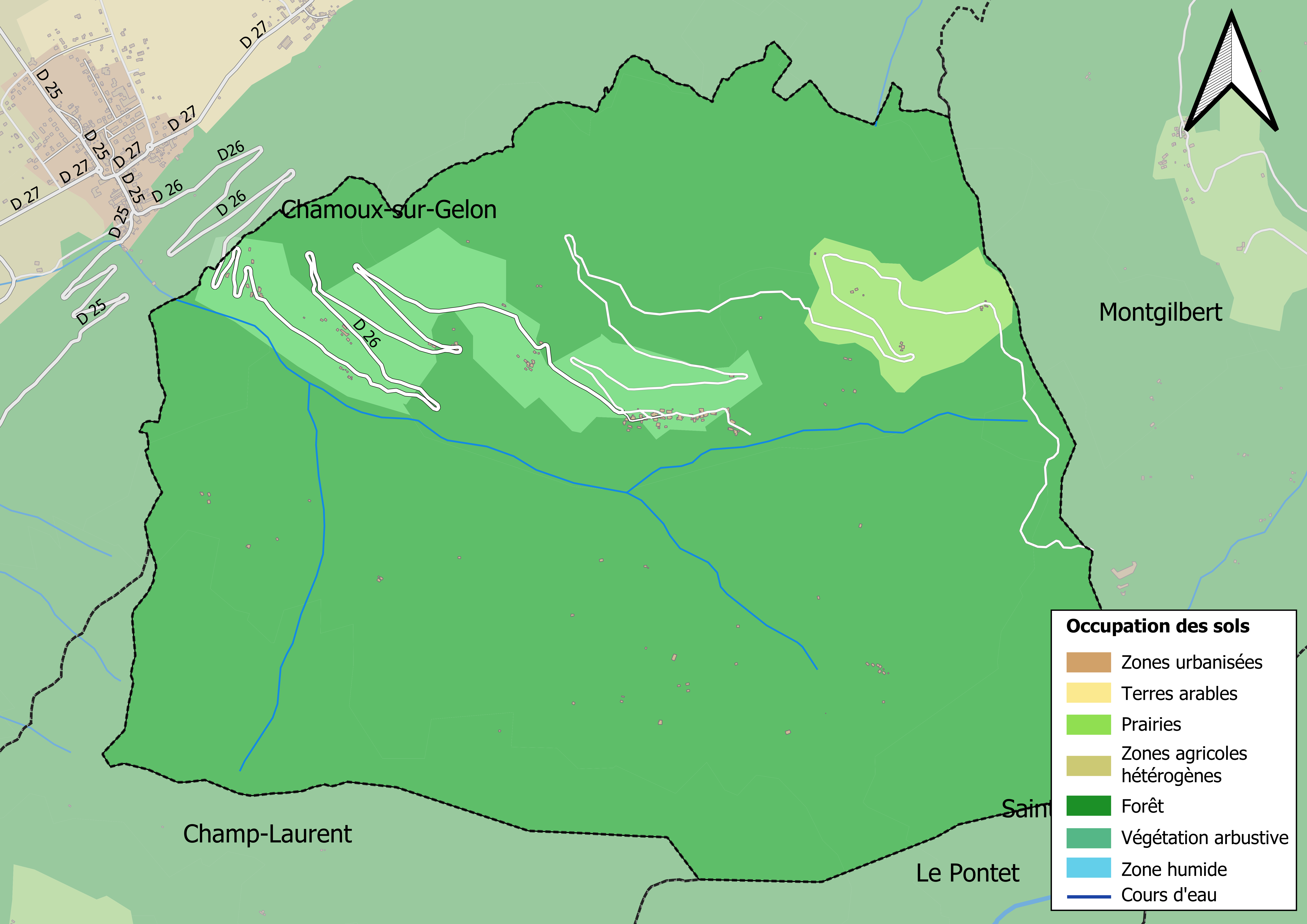
Carte des infrastructures et de l'occupation des sols en 2018 (CLC) de la commune.
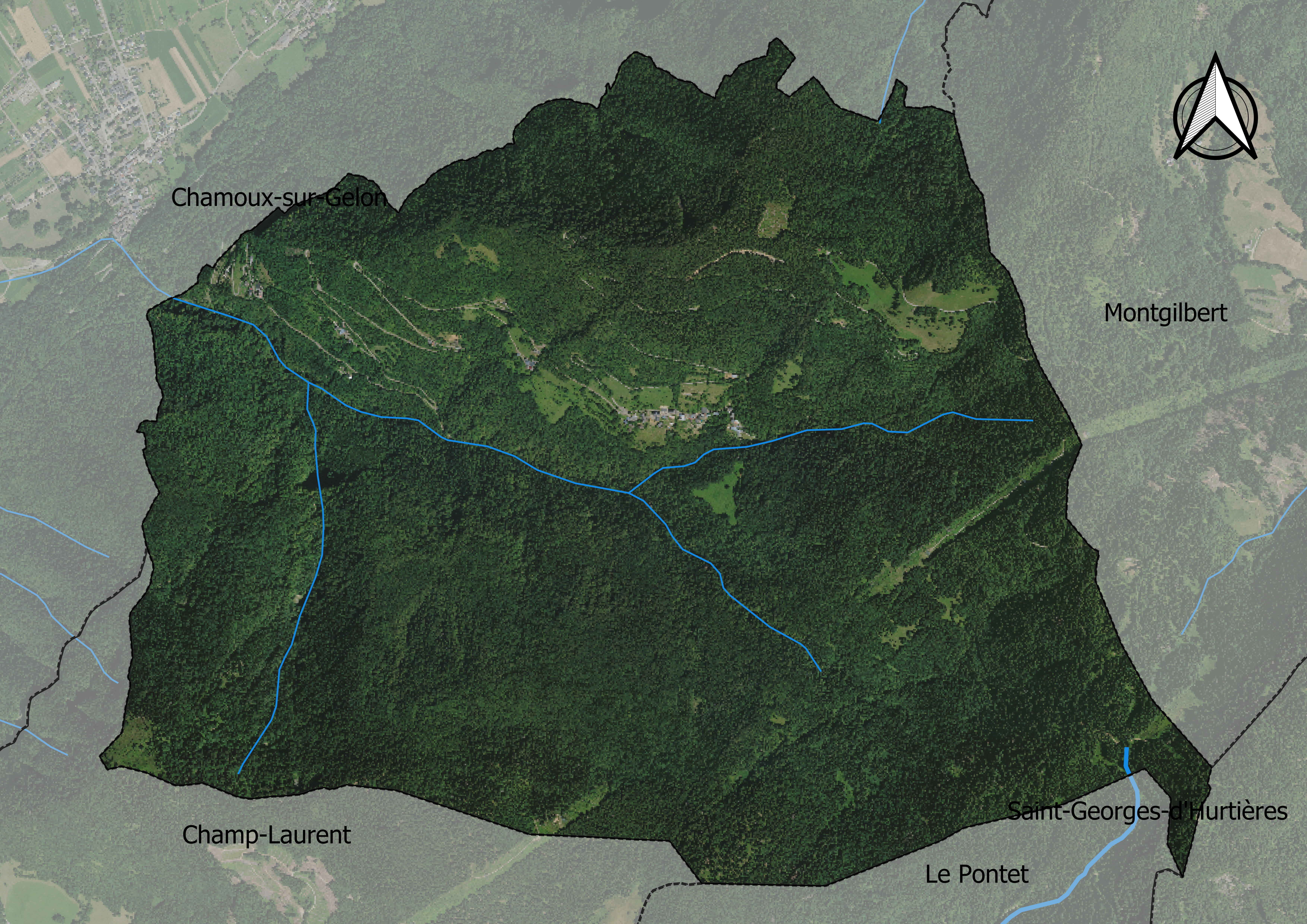
Carte orthophotogrammétrique de la commune.

## Toponymie
Anciennes mentions : ecclesia Sancti Michaelis de Monte Andrico (1191), Curatus montis Endrici (XIVe siècle), Monsendricus (1438), Montandry, Montendri (1729) et Montendry en Savoye (1738).
En francoprovençal, le nom de la commune s'écrit Montédri, selon la graphie de Conflans.

## Histoire
Montendry fit partie, au civil, de la seigneurie de Chamoux, probablement dès la fin du XIe siècle. Elle fut confirmée parmi les possessions de l'abbaye de Saint-Rambert-en-Bugey, dont Chamoux dépendait.
En 1754, cette seigneurie est la possession de Joseph Arestan, baron de Montfort, maître auditeur à la Chambres des comptes après avoir été successivement celle  des Rochefort Chapel, du prince de Carignan et du marquis de la Chambre.

## Politique et administration
| Période                                  | Période   | Identité           | Étiquette     | Qualité |
| ---------------------------------------- | --------- | ------------------ | ------------- | ------- |
| mars 1977                                | juin 1995 | Fernand Aguettaz   |               |         |
| juin 1995                                | mars 2008 | Marcel Aguettaz    | Apparenté PCF |         |
| mars 2008                                | En cours  | Jacqueline Schenkl |               |         |
| Les données manquantes sont à compléter. |           |                    |               |         |

La commune est membre de la Communauté de communes Cœur de Savoie. Elle appartient au Territoire du Cœur de Savoie, qui regroupe une quarantaine de communes de la Combe de Savoie et du Val Gelon.

## Démographie
L'évolution du nombre d'habitants est connue à travers les recensements de la population effectués dans la commune depuis 1793. Pour les communes de moins de 10 000 habitants, une enquête de recensement portant sur toute la population est réalisée tous les cinq ans, les populations de référence des années intermédiaires étant quant à elles estimées par interpolation ou extrapolation. Pour la commune, le premier recensement exhaustif entrant dans le cadre du nouveau dispositif a été réalisé en 2004.

En 2022, la commune comptait 50 habitants, en évolution de −18,03 % par rapport à 2016 (Savoie : +3,63 %, France hors Mayotte : +2,11 %).
| 1793 | 1800 | 1806 | 1822 | 1838 | 1848 | 1858 | 1861 | 1866 |
| ---- | ---- | ---- | ---- | ---- | ---- | ---- | ---- | ---- |
| 501  | 332  | 412  | 460  | 518  | 507  | 502  | 506  | 561  |

| 1872 | 1876 | 1881 | 1886 | 1891 | 1896 | 1901 | 1906 | 1911 |
| ---- | ---- | ---- | ---- | ---- | ---- | ---- | ---- | ---- |
| 507  | 501  | 522  | 507  | 541  | 516  | 507  | 311  | 294  |

| 1921 | 1926 | 1931 | 1936 | 1946 | 1954 | 1962 | 1968 | 1975 |
| ---- | ---- | ---- | ---- | ---- | ---- | ---- | ---- | ---- |
| 241  | 212  | 156  | 138  | 98   | 92   | 62   | 51   | 39   |

| 1982 | 1990 | 1999 | 2004 | 2006 | 2009 | 2014 | 2019 | 2022 |
| ---- | ---- | ---- | ---- | ---- | ---- | ---- | ---- | ---- |
| 31   | 36   | 23   | 41   | 43   | 57   | 60   | 54   | 50   |